# Болливуд

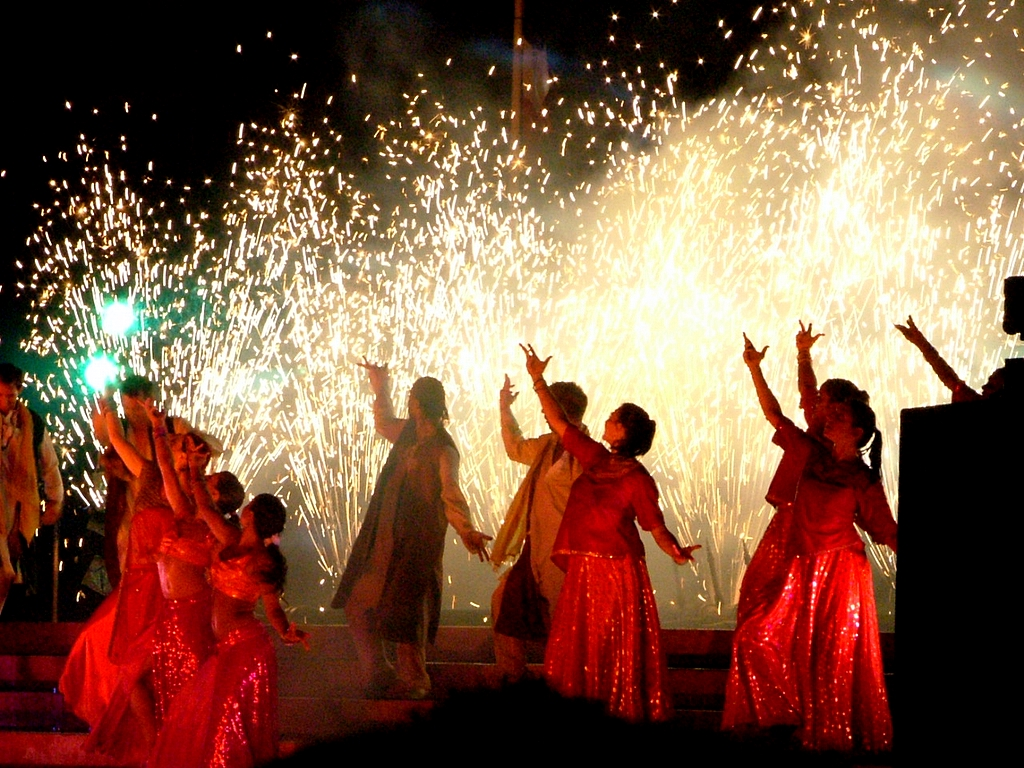
Болливуд: песни и танцы

Болливу́д (хинди  बॉलीवुड, англ. Bollywood) — синоним киноиндустрии индийского города Мумбаи (старое название-Бомбей), названной так по аналогии с Голливудом (Hollywood) в Калифорнии (США). Болливудом также официально называют хиндиязычный кинематограф. Однако помимо хинди в Мумбаи проходят съёмки кинолент на урду, панджаби и английском языках.
Часто Болливудом ошибочно называют всё индийское кино, однако это лишь часть большой киноиндустрии Индии, которая включает в себя и другие производственные центры, выпускающие фильмы на нескольких разных языках. Из более 1000 кинолент, выпускаемых в Индии ежегодно, на долю Болливуда приходится примерно 200—300. Например, из 1091 фильма, вышедшего в Индии в 2009 году, на долю хиндиязычных пришлось 235 кинолент.
На юге страны находятся две другие крупные киноиндустрии: Толливуд (фильмы на языке телугу) и Колливуд (фильмы на тамильском языке), регулярно соперничающие с Болливудом по количеству картин, выпущенных за год. По той же аналогии названы Молливуд (фильмы на языке малаялам), Сандалвуд (фильмы на языке каннада), Олливуд (фильмы на языке ория) и ещё несколько других кинематографов.
Кассовые сборы фильмов на хинди составляют более миллиарда долларов ежегодно, в чём сильно опережают фильмы на региональных языках. Причём с каждым годом доходы от проката наиболее успешных фильмов растут. Вышедший в 2009 году фильм «Три идиота» режиссёра Раджкумара Хирани впервые перешагнул отметку в 3 млрд индийских рупий (~ 65 млн долларов), а «Дангал» (2016) режиссёра Нитеша Тивари — отметку в 20 млрд рупий (300 млн долларов).

## Этимология
Название «Болливуд» включает две составляющие — Бомбей и Голливуд. Однако, в отличие от своего североамериканского собрата, Болливуд не функционирует в одном месте. Некоторые киноведы критично относятся к этому термину, указывая на то, что таким образом демонстрируется главенствующая роль именно американской индустрии кино, а индийский кинематограф становится своего рода «бедным родственником» Голливуда.
Термин «Болливуд» был составлен по аналогии с появившимся в 1932 году термином «Толливуд», обозначающим кинематограф Западной Бенгалии (позднее этот термин стал обозначать кинематограф телугу), большинство студий которого располагалось в южном районе Калькутты, Толлигунге. С учётом сходства звучания слов «Толли» и «Голли» термин «Толливуд» довольно крепко вошёл в обращение в индийской культуре, особенно после того, как его стал активно применять молодёжный журнал Junior Statesman. Это стало прецедентом для именования новых центров кинематографа в других частях Индии.
Согласно историку Насрин Рехман слово «Болливуд» появилось в конце XX века. Хотя термин возник примерно в конце 1970-х годов, широкое распространение он получил, прежде всего, в конце 1990-х годов, когда индийские фильмы начали регулярно выходить в прокат в Северной Америке, Великобритании и Западной Европе, и официально вступил в английский лексикон в 2001 году, когда был включен Оксфордский словарь английского языка. Авторство термина приписывают различным людям, включая поэта, режиссёра и учёного Амита Кханну и журналиста Бевинда Коллако.

## История
История индийского кино началась в 1899 году с короткометражных фильмов документального характера, снятых фотографом Х. С. Бхатвадекаром, более известным как Саве-Дада. Первым полнометражным индийским фильмом стал «Раджа Харишчандра» 1913 года, снятый Дадасахебом Пхальке. Хотя фильм был немой, а титры — на английском и хинди, его часто относят к маратхиязычному кинематографу, так как все актёры и персонал были маратхи. К концу 1910-х годов в Индии вышло примерно 25 игровых фильмов, и с каждым годом количество выпускаемых кинокартин увеличивалось. К 1930 году в стране ежегодно производилось до 200 кинолент.

### Первые звуковые фильмы

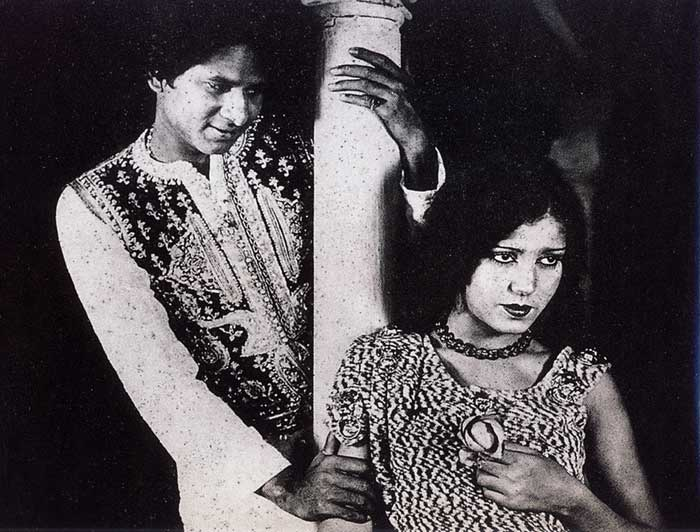
Мастер Винаяк и Зубейда в фильме «Свет мира»

Премьера первого индийского звукового фильма и первого на языке хинди, «Свет мира» Ардешира Ирани, состоялась 14 марта 1931 года.
Картина представляла собой костюмированную сказку, основанную на известной пьесе, и включала семь песен, взятых прямо из текста оригинала. Фильм быстро приобрел популярность у зрителей и имел ошеломляющий успех в прокате.
Следом за ним вышли фильмы Ghar Ki Lakshmi и Shirin Farhad, последний из которых включал 17 песен, исполненных певцами Джакан Ара и Мастером Ниссаром, сыгравшими двух влюбленных. После этого музыка стала необходимым элементом всех индийских фильмов.
Выпущенные в тот же год, киноленты Laila Majnu и Shakuntala содержали уже 22 и 41 песню, а вышедший в 1932 году Inder Sabha — 71, что стало своеобразным рекордом.
Всего к концу 1931 года в Индии было выпущено 28 звуковых фильмов, 23 из которых были на хинди. Сценарии первых болливудских кинолент были основаны преимущественно на популярных театральных пьесах, часто имели раздробленный сюжет, перегружались песнями и громоздкими диалогами с использованием витиеватого и архаичного языка старинных драм.

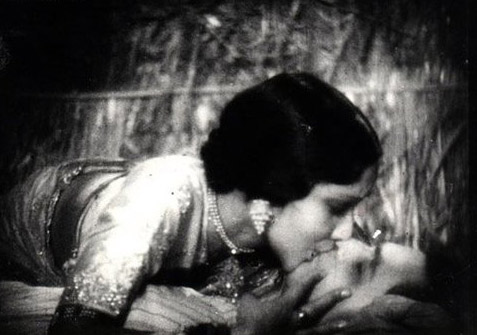
Поцелуй Девики Рани и Химаншу Рая в фильме «Судьба» (1933)

Однако именно в 1930-е годы сформировалось самобытное индийское кино, основные черты которого остались характерными только для этого кинематографа, сложилась система проката, постоянно совершенствовалась кинотехника и проводились эксперименты.
Ведущий представитель социального направления в индийском кинематографе того времени В. Шантарам в 1933 году попробовал сделать цветной фильм Sairandhari. Плёнка была отснята и проявлена в Индии, но для тиражирования пришлось отправиться в Германию, где выяснилось, что из-за технических дефектов, допущенных при проявлении, получить хорошее изображение было невозможно. В том же году Химаншу Рай совместно с английской компанией IBB впустил фильм «Судьба» (англ. Karma) в двух версиях на английском и хинди, главные роли в котором исполнили он сам и его жена Девика Рани. Картина завоевала признание прессы и иностранной аудитории, однако не имела заметного успеха на родине. Фильм отметился в истории индийского кино благодаря сцене поцелуя главных героев, длившегося четыре минуты.

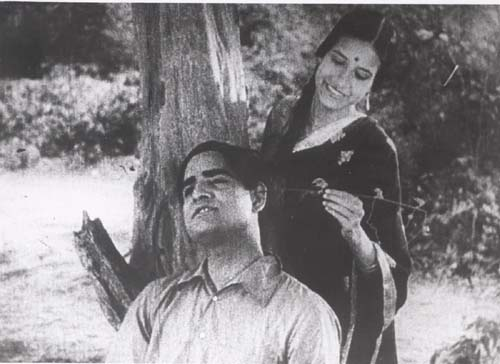
К. Л. Сайгал и Джамуна в фильме «Девдас» (1936)

В 1934 году супруги Рай основали студию Bombay Talkies, где впоследствии начали свою карьеру многие известные кинематографисты. В то время коммерческими компаниями выпускалась основная масса индийских фильмов. Среди них выделялись работы режиссёров Шантарама, Нитина Боса, П. Баруа, Дебаки Боса и Мехбуба Хана, затрагивающие темы тяжёлого экономического положения, стремления к единству народа перед лицом надвигающегося раскола страны, борьбы за социальное равноправие женщин и протеста против общественного неравенства, усугубляемого кастовой дискриминацией.
В этот же период Индия дебютировала на международных кинофестивалях с фильмом Дебаки Боса «Сита» (англ. Seeta, 1934), получившим почётный диплом в Венеции.
На следующий год в фильме Нитина Боса «Тень и свет» (англ. Dhoop Chhaon) был впервые применён метод съёмки под фонограмму, благодаря которому песни можно было записать заранее в исполнении самих актёров или профессиональных певцов, что положило начало практике закадрового исполнения. Новые пути в кино открыли монтаж кадров и использование закадрового диалога между героями, примененные П. Баруа в его «Девдасе».
В 1937 году Ардешир Ирани отметился ещё одним революционным для местного кинематографа достижением, сняв первый цветной фильм, полностью изготовленный в Индии, — «Дочь крестьянина» (англ. Kisan Kanya). В следующем году он выпустил ещё один цветной фильм, но обе ленты не имели успеха. Съёмки цветного кино временно прекратились, и популярность к нему пришла лишь в конце 1950-х годов.

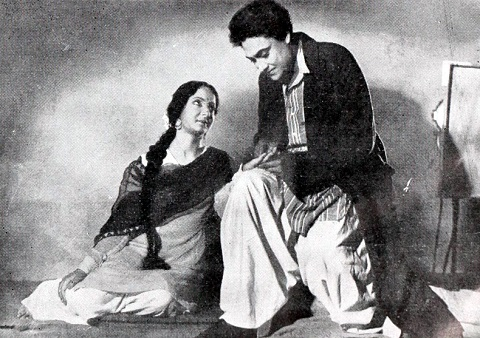
Мумтаз Шанти и Ашок Кумар в фильме «Судьба» (1943)

Вторая мировая война отрицательно сказалась на положении кинематографа. Ужесточилась политическая цензура, были введены ограничения на длительность художественных фильмов, что содействовало освобождению от ненужных подробностей и сокращению числа песен. Студиям было разрешено выпускать только 3 киноленты за год, с условием, что одна из них будет иметь ценность в качестве пропаганды. Однако инфляция и трудности военного времени резко повысили кассовые сборы, что привело к увеличению продолжительности проката. Своеобразный рекорд того времени принадлежал фильму Гьяна Мукерджи 1943 года «Судьба» (англ. Kismet), который не сходил с экранов кинотеатров 192 недели. Военная тематика почти не фигурировала в художественных фильмах, в моду вошли мелодрамы, действие которых происходило в выдуманном мире, и которые нередко были просто переделками американских кинокартин. Производство религиозных кинолент в 1941—1946 годах, ранее составлявших примерно 13 % от всех фильмов, сократилось до 2—3 в год, а детективные сюжеты и фильмы в духе приключений полностью исчезли после 1942 года. Также в годы войны практически не выходили фильмы, поднимающие «социальные» темы.
В это время артистами, придерживающимися левых взглядов, была основана Ассоциация индийского народного театра, в 1946 году впустившая свой единственный фильм «Дети Земли», показывающий страшную картину голода в Бенгалии. Это был первый индийский фильм, вышедший в широкий прокат в Советском Союзе. В том же году вышел другой фильм в духе реализма — «Город в долине» Четана Ананда, завоевавший «Гран-при» Канского фестиваля наряду с десятью другими картинами. Обе киноленты были сняты по сценарию Ходжи Ахмада Аббаса. Последовавший вскоре раздел Индии в 1947 году нанёс кинематографу большой ущерб, поскольку целый ряд студий, кинотеатров и талантливых деятелей кино отошли к Пакистану.

### Золотой век индийского кино
Период с конца 1940-х и до 1960-х годов считается «Золотым веком» индийского кино.
Среди самых известных режиссёров этого времени выделялись Мехбуб Хан, Бимал Рой, К. Асиф, Камал Амрохи и Виджай Бхатт.
Из актёров успешными были Радж Капур, Дилип Кумар, Дев Ананд и Гуру Датт, а среди актрис — Наргис, Виджаянтимала, Мина Кумари, Нутан, Мадхубала, Вахида Рехман и Мала Синха.
В этот период был снят ряд знаковых картин, которые на данный момент признаны классикой жанра.
Так, вышедший в 1951 году, «Бродяга» Раджа Капура, имеющий как черты развлекательного фильма, так и социальную подоплёку, стал кассовым рекордсменом, с успехом демонстрировался не только в Индии, но и за рубежом, в том числе и СССР, и был номинирован на Золотую пальмовую ветвь Каннского кинофестиваля. Образ, созданный Капуром, оказал огромное влияние на зрителей и даже способствовал появлению новой моды в одежде. А его дуэт с Наргис, вместе с которой он сыграл ещё в 16 фильмах, стал символизировать в Индии идеальную романтическую пару.
В 1952 году парламентом был принят Кинематографический акт, запретивший «демонстрацию сцен сексуального насилия, больных проказой и половой распущенности». В соответствии с этим документом был учрежден Центральный совет сертификации фильмов. Все фильмы в Индии стали допускаться к показу только после того, как они пройдут сертификацию.
В тот же год вышел первый успешный цветной индийский фильм «Честь» (англ. Aan) и начал издаваться журнал Filmfare, посвящённый кино на хинди.

В 1953 году под влиянием итальянского неореализма Бимал Рой снял «Два бигха земли» — остросоциальный фильм, проповедовавший идеи левого направления и раскрывающий причины обстоятельств, которые гонят толпы крестьян в большие города. Картина была номинирована на Золотую пальмовую ветвь и получила международный приз кинофестиваля в Каннах, а также призы Национальной кинопремии и Filmfare Awards, учреждённых в следующем году. Популярность у публики завоевал «Мунна» X. А. Аббаса, несмотря на глубокий реализм и отсутствие кинозвёзд в актёрском составе. Это также была вторая индийская кинолента без песен за время существования звукового кино.
Картина Мехбуба Хана «Мать Индия», вышедшая в 1957 году, стала первым индийским фильмом, отправленным на соискание премии «Оскар» за лучший фильм на иностранном языке.
Другая кинолента того же года «Бодрствуйте!» Амита и Шомбху Митры завоевала Гран-при на фестивале в Карловых Варах. В 1959 году Гуру Датт снял первый индийский фильм в формате CinemaScope — «Бумажные цветы», который, вместе с его «Жаждой» (1957), был включён в списки 100 лучших фильмов всех времён по версии журналов Time и Sight & Sound, а сам режиссёр назван одним из величайших режиссёров всех времён.
Среди других успешных кинолент 1950-х годов — «Байджу Бавра», Nagin, «Новый век» и «Мадхумати», популяризировавшая тему реинкарнации в кинематографе.
На рубеже десятилетий была завершёна историческая драма К. Азифа «Великий Могол», съёмки которой длились более 10 лет и обошлись создателям в колоссальные на тот момент десять миллионов рупий. За время работы над фильмом стартовал процесс перехода кино к цвету, поэтому, начатая как чёрно-белая, картина содержала цветные вставки. Это также первый индийский фильм, подвергшийся колоризации (2004), и первый фильм в мире, вновь показанный в кинотеатрах после появления цветной версии.

В начале 1960-х годов преобладающим жанром в индийском кинематографе стала своеобразная смесь семейно-бытовой мелодрамы и приключенческого фильма. В кино на хинди пришли актёры Дхармендра, Санджив Кумар, Шаши Капур и актрисы Шармила Тагор, Мумтаз и Аша Парекх. Среди фильмов успех в прокате имели драмы «Ганга и Джамна» (1961), «Моя любимая» (1963), «Сангам» (1964), «Испытание временем» и «Когда распускаются цветы» (1965), «Цветок и камень» (1966), «Долг» (1967), «Глаза» (1968), «В смятении» (1969), а международного признания удостоились картины «Господин, госпожа и слуга» (1962), «Святой» (1965), «Амрапали» и «Последнее письмо» (1966), «Младшая невестка» (1967), «Дружба» (1964) и «Третья клятва» (1966). Режиссёр Пахчи снял первый индийский широкоформатный фильм «Вокруг света» (англ. Around the World), а Тапи Чанакья — комедию «Рам и Шиам», задавшую тренд на фильмы о близнецах, разлучённых в детстве, к которым относится вышедшая пятью годами позже «Зита и Гита». Большую популярность получила мелодрама «Преданность» (1969), принесшая статус звезды актёру Раджешу Кханне.
В целом в этот период индийское кино пережило период адаптации к новым социальным условиям. На первый план вышли работы таких коммерческих режиссёров, как Яш Чопра, Рамеш Сиппи, Манмохан Десаи, Шакти Саманта, Радж Кхосла и т. д. Фильмы всё меньше имели связь с реальной действительностью и были рассчитаны на сиюминутный кассовый успех, что, в конце концов, привело к дискредитации самого понятия «индийское кино» в глазах неиндийского зрителя.

### Параллельное кино

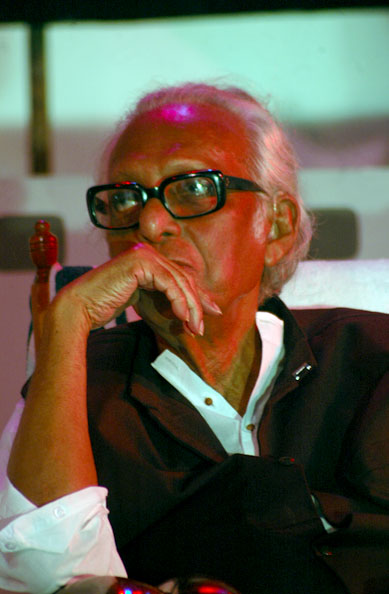
Мринал Сен — пионер индийского параллельного кино

Именно в конце 1960-х годов окончательно оформилось разделение индийского кино на развлекательное, снятое, главным образом, с целью получения прибыли и потакающее вкусам основной массы зрителей, и «параллельное», также известное как «новая индийская волна», которому можно отнести не более 3 % фильмов, выходящих в Индии.
В опубликованном в 1968 году «Манифесте нового кино» режиссеры Мринал Сен и Автар Каул сформулировали основные положения параллельного кинематографа: сближение искусства с жизнью, отказ от компромисса с традиционным кино, создание недорогих фильмов за счёт использования непрофессиональных актёров, натурных съёмок и др. «Бхуван Шом» (1969) стал первой лентой нового направления, окончательно сформировавшегося к началу 1970-x годов. К параллельному кино также принадлежат картины «Всё небо» Басу Чаттерджи, «Стук в дверь» Р. С. Беди, «Один день в месяце ашаддх» Мани Каула, «И всё же» К. Ш. Синха, «Волшебное зеркало» Кумара Шахани и «Поезд № 27» А. Каула. Во второй половине 1970-x годов в условиях обострения политической борьбы внутри страны, а также из-за отказа Корпорации финансирования кино субсидировать фильмы, не приносящие дохода, движение параллельного кино пережило определённый спад.
Своего расцвета индийская «новая волна» достигла в 1980—1981 годы в картинах «Крик раненого» Говинда Нихалани, «Почему сердится Альберт Пинто» Саида Мирзы, «Исход» Рабиндры Дхармараджа и «Наша эра» Шьяма Бенегала.
Новый всплеск производства хиндиязычных фильмов этого направления, пришёлся на конец 1990-х годов, в основном благодаря успеху малобюджетной картины режиссёра Рама Гопал Вармы «Предательство» (1998), рассказывающей о преступном мире Мумбаи. Успех фильма привёл к появлению нового жанра, известного как мумбаи-нуар, отражающего социальные проблемы в городе. Среди картин в жанре мумбаи-нуар можно выделить такие фильмы, как «Танцующая на грани» (2001) и «Жизнь по сигналу светофора» (2007) Мадхура Бхандаркара, «Расплата за всё»  (2002) и его приквел «Другой мир» (2005) Рама Гопала Вармы, «Чёрная пятница» (2004) Анурага Кашьяпа, Thanks Maa (2009) Ирфана Камала и Prasthanam (2010) Девы Катта.

### 1970—1990-е годы
Наиболее популярной формой кинопродукции в Болливуде 1970-х годов стала масала: смесь боевика, комедии, мелодрамы и трагедии.
Число выпускаемых кинокартин неуклонно росло, и с 1971 года индийский кинематограф удерживал первое место в мире по выпуску художественных фильмов, при этом из 431 кинолент, выпущенных в тот год, 115 были на хинди.
В 1972 году состоялась премьера фильма Камала Амрохи «Куртизанка», чьё производство заняло почти 15 лет и считается одним из наиболее длительных в истории кино. Вышедшая в следующем году картина Раджа Капура «Бобби», о романтической любви подростков из разных слоёв общества, имела громадный коммерческий успех и прославила имена Димпл Кападии и Риши Капура. Триумф фильма позволил режиссёру снова встать на ноги после кассового провала, получившей высокую оценку критиков, драмы «Моё имя Клоун» в 1970 году.
В середине 1970-х годов Амитабх Баччан, получивший статус «звезды» после выхода боевика «Затянувшаяся расплата», создал образ «сердитого молодого человека» (англ. angry young man), самостоятельно противостоящего злу.
В 1975 году на экранах появились такие знаковые для Болливуда фильмы, как «Стена» режиссёра Яша Чопры, описанный Дэнни Бойлом как являющийся «безусловно ключевым элементом для индийского кино», и «Месть и закон» Рамеша Сиппи, который некоторые критики считают лучшим в истории индийской киноиндустрии.
Вехой в истории масала-кино стал блокбастер «Амар, Акбар, Антони», обыгрывающий тему национального единства.
Однако в 1978 году Болливуд впервые уступил лидирующую позицию по количеству выпущенных фильмов другой индийской отрасли кино, кинематографу на малаялам.
Наиболее известным в мире фильмом 1980-х годов является «Привет, Бомбей!» (1988) Миры Наир, получивший премию «Золотая камера» на Каннском фестивале, а также удостоенный номинации на «Оскар» за лучший фильм на иностранном языке. В конце десятилетия фильмы в жанре боевика, господствующие на экранах в течение предыдущих пятнадцати лет, начали уступать позиции семейным фильмам, насыщенным песнями и танцами. Одной из кинолент, сыгравших роль в прекращении эры насилия и возвращении романтических фильмов на хинди, является мелодрама «Чандни» (1989) режиссёра Яша Чопры.

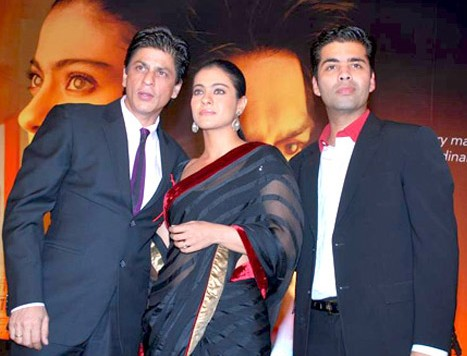
Шахрух, Каджол и Каран Джохар

В последнее десятилетие XX века популярное кино на хинди значительно выросло в статусе, стиле и охвате. Болливуд взял несколько новых рубежей в географическом и рыночном плане. Наиболее успешными актёрами в этот период стали Шахрух Хан, Салман Хан, Аамир Хан, Акшай Кумар и Говинда. В число популярных актрис вошли Шридеви, Мадхури Дикшит, Джухи Чавла, Каджол. Новые режиссёры Мансур Хан, Сурадж Барджатья, Адитья Чопра и Каран Джохар, все вышедшие из семей кинопроизводителей, создали несколько самых больших хитов десятилетия: «Соперники» (1992), «Кто я для тебя?» (1994), «Непохищенная невеста» (1995) и «Всё в жизни бывает» (1998), которые открыли эпоху «дизайнерского» фильма — тщательно упакованного фирменного продукта, в котором каждая маленькая визуальная и физическая деталь, от задника сцены до одежды и аксессуаров, имела первостепенное значение.

### Современный период

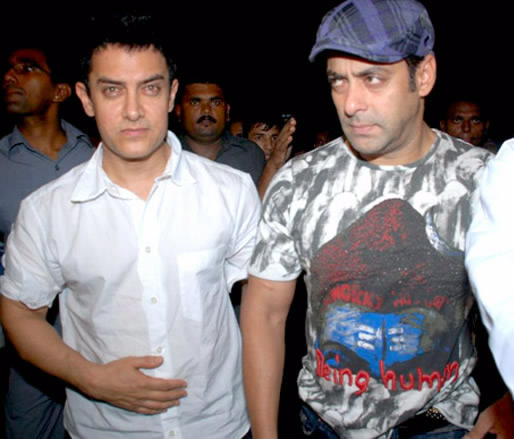
Актёры Аамир Хан и Салман Хан

В 2000-е годы качество снимаемых в Болливуде фильмов неуклонно росло. Многие фильмы стали востребованными не только на азиатском, но и на мировом рынке. Вышедшая в 2001 году спортивная драма «Лагаан: Однажды в Индии» Ашутоша Говарикера стала третьим индийским фильмом, вошедшим в шорт-лист премии «Оскар» за лучший фильм на иностранном языке. Картины «Девдас» (2002) Санджая Лилы Бхансали и «Цвет шафрана» (2006) Ракеша Омпракаша Мехры были номинированы на премию BAFTA. Копия сценария фильма «Индия, вперед!» Шимита Амина была помещена в архив Академии кинематографических искусств и наук. «Три идиота» (2009) Раджкумара Хирани стал первым индийским фильмом, собравшим в прокате более 3 млрд индийских рупий, 160 млн из которых пришлись на Китай, где фильм обрёл небывалую популярность.
В 2010 году «Меня зовут Кхан» Карана Джохара поднял острые социальные и межнациональные вопросы, такие как положение мусульман в США после событий 11 сентября. Европейская премьера фильма состоялась на Берлинском кинофестивале, а в самой Индии фильм получил свыше 2 десятков наград.

## Особенности кино
Кинематограф Индии находится в состоянии постоянной эволюции. Наряду с высокохудожественными фильмами, в которых проявляется глубокая творческая проработка на всех уровнях (от режиссуры до актёрской игры), существует и массовое коммерческое кино, зачастую снимаемое по шаблонным сценариям. Стереотипный сюжет, актёры, работающие за микроскопические гонорары. Огромное внимание в кино Болливуда уделяется музыкальной составляющей. Зачастую именно от качества музыки и песен зависит успех фильма. Саундтреки выпускаются ещё до премьеры самого фильма, чтобы подогреть интерес публики.
Важной особенностью индийского кинематографа является его ориентация на широкие слои населения, включая малообеспеченных зрителей. Центральное место в сюжете часто занимает простой человек, который силой своего духа может противостоять несправедливости и злу. Обилие красок, красивых нарядов и музыки, помогающих зрителям на несколько часов забыть про житейские проблемы, оказывают влияние и на индустрию красоты. Практически все индийские модели, такие как победительница конкурса «Мисс Мира» 1994 года Айшвария Рай, Лара Датта (Мисс Вселенная 2000 года) и Приянка Чопра (Мисс Мира 2000 года) рано или поздно начинают кинокарьеру.